# Leona Lewis
Leona Louise Lewis (Islington, 3 aprile 1985) è una cantautrice, attrice e personaggio televisivo britannica.
Vincitrice nel 2006 della terza edizione del talent show britannico The X Factor, ha ottenuto il successo internazionale con le hit Bleeding Love (2007) e Better in Time (2008), divenendo l'artista di maggior successo della storia del programma e la seconda per numero di vendite nel Regno Unito, con 40 milioni di copie vendute in tutto il mondo. Ha ricevuto numerosi premi, tra cui due MTV Europe Music Awards, un Billboard Music Award, tre World Music Award, ed è stata nominata ai Grammy Awards, ai BRIT Awards e ai Golden Globe.
Oltre alla carriera musicale, televisiva e di attrice, Lewis ha sostenuto pubblicamente varie cause di beneficenza, in particolare i diritti degli animali.

## Biografia
Leona Lewis nasce a Islington, un quartiere di Londra, da Aural Josiah Lewis, originario della Guyana, e Maria Lewis, italo-gallese. Studia musica sin dall'infanzia prima presso la Sylvia Young Theatre School, poi presso l'Italia Conti Academy e infine presso la BRIT School, dove studiano anche altre future star della musica britannica come Amy Winehouse, Adele, Jessie J, Kate Nash e Katie Melua. Prende lezioni di chitarra e di piano. All'età di 12 anni scrive la sua prima canzone e partecipa a diverse competizioni canore. Dopo gli studi, Leona svolge lavori di diverso genere, tra cui la cameriera e l'impiegata in un hotel, e nel frattempo incide alcuni demo da proporre alle case discografiche. Tra questi incide un demo album dal titolo Twilight, ma il successo tarda ad arrivare. La svolta arriva nel 2006, quando Leona si presenta alle selezioni per la terza edizione del talent show britannico The X Factor dove canta Over the Rainbow e viene scelta dai giudici.

## Carriera

### L'inizio: The X Factor
La carriera di Leona Lewis inizia nel 2006, anno in cui vince la terza edizione del talent show britannico The X Factor e ottiene un contratto discografico con la Sony BMG. Durante le selezioni per il programma, viene scelta dal famoso produttore discografico e televisivo Simon Cowell, già giudice del programma americano American Idol. Nel corso della trasmissione stupisce per la sua grande estensione vocale, per il suo spiccato vibrato della laringe, e per il suo potente falsetto, capace di raggiungere note molto alte. Esegue infatti cover di brani di dive della musica come Whitney Houston, Mariah Carey, Christina Aguilera e Céline Dion, alle quali viene spesso paragonata per le sue potenzialità vocali.
Il 16 dicembre 2006 la cantante vince il programma, firma un contratto discografico con l'etichetta musicale Syco Music di Simon Cowell e debutta ufficialmente nel mondo della musica con il singolo A Moment like This, cover di un brano di Kelly Clarkson del 2002. La canzone, eseguita alla finale di The X Factor, debutta alla prima posizione della classifica britannica e viene eletta "Singolo di Natale 2006" in Regno Unito.

### 2007-2009:Spirite il successo internazionale

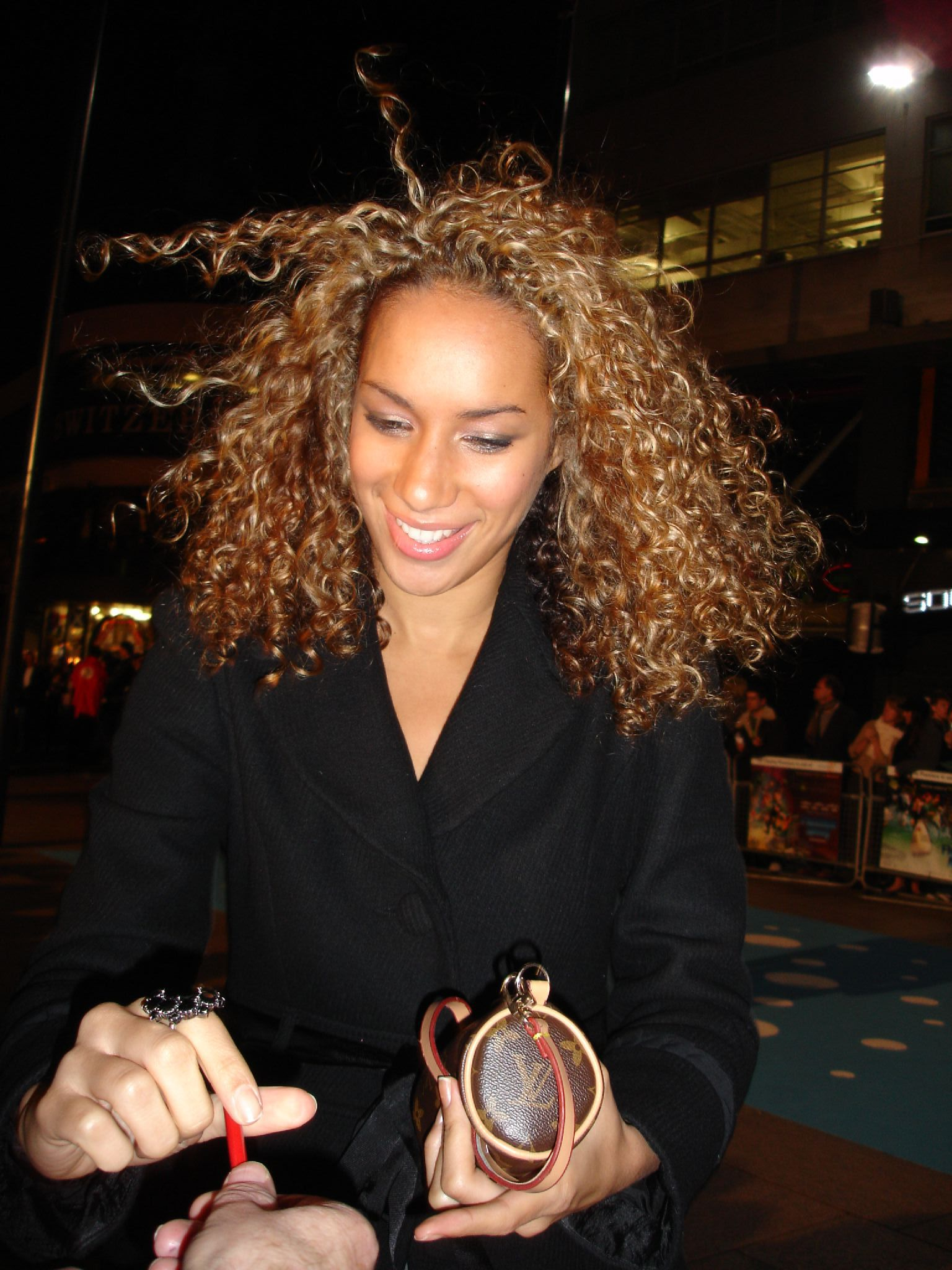
Leona Lewis, alla première di Giù per il tubo a Londra, nel 2006.

Trascorre il 2007 preparando il suo primo album. Il 22 ottobre 2007 pubblica, nel Regno Unito (e in seguito in tutto il mondo), Bleeding Love singolo che anticipa l'uscita dell'album d'esordio della cantante. Il 12 novembre 2007 viene pubblicato, nel Regno Unito, l'album Spirit, che solo nella prima settimana ha venduto più di 300 000 copie. In totale in Regno Unito vende quasi tre milioni di copie e Bleeding Love è il singolo più venduto del 2007, con quasi 1 milione di copie all'attivo nel Regno Unito e 3,5 milioni negli Stati Uniti. Si rivela il debutto di maggior successo nella storia della musica sia in Inghilterra che in Irlanda. Bleeding Love diventa una hit mondiale e segna un importante risultato per la cantante, raggiungendo ad oggi oltre 10 milioni di copie nella classifica mondiale e diventa il singolo più venduto del 2008 in tutto il mondo. Raggiunge la prima posizione in 34 paesi, tra cui Regno Unito, Italia e Stati Uniti.
Il 2008 è l'anno del lancio internazionale, infatti Spirit viene pubblicato nel resto del mondo, contemporaneamente alla pubblicazione del secondo singolo estratto, una doppia a-side, Better in Time / Footprints in the Sand, pubblicato nel Regno Unito il 10 marzo 2008. L'album raggiunge la vetta delle classifiche di molti paesi tra cui quella americana. Leona Lewis diventa la prima artista inglese a raggiungere, con un album di debutto, la prima posizione nella prestigiosa Billboard 200. Negli Stati Uniti, l'album è stato certificato platino, per aver superato il milione di copie. Il disco contiene, oltre ai brani inediti, anche quattro cover: la ballata già pubblicata come singolo nel 2006 A Moment like This di Kelly Clarkson, Homeless di Darin Zanyar, The First Time Ever I Saw Your Face di Ewan MacColl e I Will Be, bonus track dell'album The Best Damn Thing di Avril Lavigne.
Nel corso del 2008, per promuovere l'album, Leona partecipa in qualità di ospite al Festival di Sanremo 2008 in Italia. Inoltre appare anche nel Gran Galà conclusivo della versione italiana di X Factor dove si esibisce live con Bleeding Love e Better in Time.
In Gran Bretagna partecipa al concerto per festeggiare i 90 anni di Nelson Mandela e a numerose occasioni importanti come il festival musicale di Glasgow. Appare inoltre in una puntata della settima edizione di American Idol, dove canta Bleeding Love.
Il 24 agosto 2008 canta, accompagnata dal chitarrista dei Led Zeppelin Jimmy Page, Whole Lotta Love, in occasione della cerimonia di chiusura dei Giochi Olimpici di Pechino 2008, come promoter delle Olimpiadi di Londra 2012.
A fine agosto 2008 viene diffusa online la canzone Just Stand Up, un singolo di beneficenza per raccogliere fondi e donarli alla ricerca contro il Cancro. Alla canzone partecipano altre 14 cantanti pop, R'n'B e country: Beyoncé, Carrie Underwood, Rihanna, Miley Cyrus, Sheryl Crow, Fergie, Keyshia Cole, LeAnn Rimes, Natasha Bedingfield, Mary J. Blige, Ciara, Mariah Carey, Ashanti e Nicole Scherzinger. Il 2 settembre la canzone viene pubblicata come download digitale e il 5 settembre viene eseguita live da tutte le cantanti alla campagna promozionale Stand Up To Cancer.
Il 3 novembre 2008 viene pubblicato il singolo Forgive Me, che anticipa l'uscita, il 17 novembre, dell'album Spirit: The Deluxe Edition, la riedizione dell'album di debutto della cantante. Oltre a Forgive Me la nuova versione contiene i brani già presenti in Spirit, il brano Misses Glass e la reinterpretazione di Run, canzone degli Snow Patrol.
Il 30 novembre 2008 in Regno Unito e a metà dicembre nel resto del mondo, viene pubblicato il singolo Run, che con la sola pubblicazione in download ha debuttato direttamente alla numero 1 della classifica dei singoli più venduti del Regno Unito e in Irlanda. In questo modo Leona Lewis segna un record, in quanto Run è la canzone più scaricata nella prima settimana di pubblicazione, nella storia dei download in Regno Unito, con più di 130 000 copie vendute (di cui 70 000 vendute in soli due giorni).
Il 3 dicembre 2008 vengono ufficializzate le nomination per la 51th edizione dei Grammy Awards, che si terranno l'8 febbraio 2009. Leona Lewis riceve tre nomination nelle categorie: "Record Of The Year" e "Best Female Pop Vocal Performance" entrambe per la hit Bleeding Love e "Best Pop Vocal Album" per l'album Spirit.
Il 6 gennaio 2009 solo negli Stati Uniti e in Canada viene pubblicato il singolo I Will Be, per il quale Leona Lewis inizia la promozione esibendosi al David Letterman Show. Per il singolo viene pubblicato anche il video musicale, nel quale insieme alla cantante appare anche Chace Crawford, il protagonista di Gossip Girl.

### 2009-2010:Echoe ilThe Labyrinth Tour

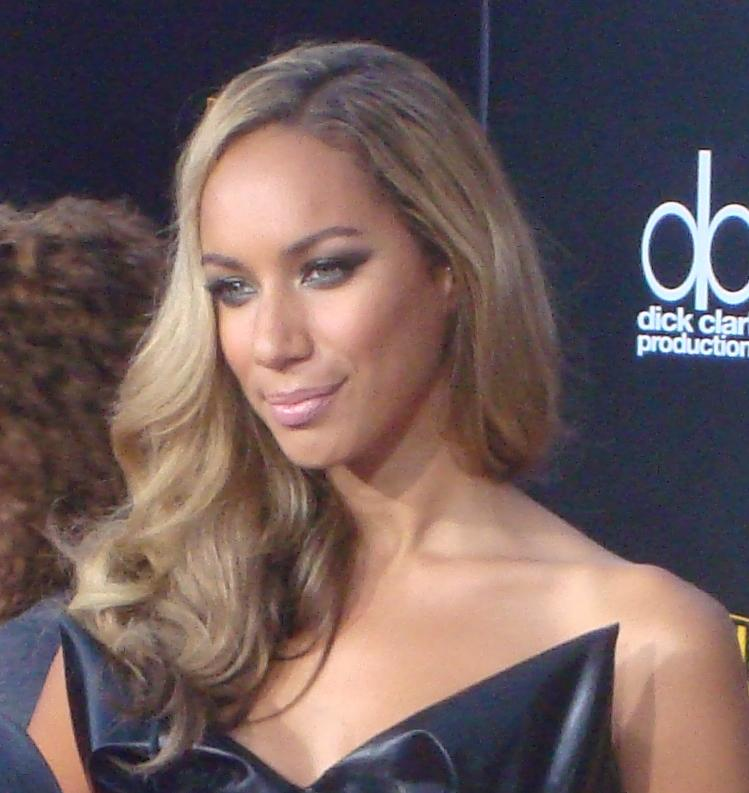
Leona Lewis agli American Music Award, nel 2009.

Nel corso 2009 Leona Lewis lavora alla realizzazione del suo secondo album, Echo. Le registrazioni si svolgono, a partire da febbraio 2009, a Los Angeles dove oltre ai produttori esecutivi Simon Cowell e Clive Davis, collaborano alla realizzazione dell'album importanti produttori musicali come Ryan Tedder, Justin Timberlake, Timbaland, Jay-Z, Will.i.am, Xenomania, The Script, Aqualung, Claude Kelly, Kevin Rudolf, Toby Gad, Dj Infamous e Los Da Mystro.
Il 15 settembre 2009 negli Stati Uniti, e successivamente l'8 novembre 2009 in Regno Unito ed Europa, viene pubblicato Happy il primo singolo che anticipa l'uscita di Echo. Il brano, scritto dalla Lewis in collaborazione con Ryan Tedder (frontman degli OneRepublic) ed Evan Bogart, viene presentato ufficialmente dalla cantante il 17 settembre in occasione del "Divas 2009", evento promosso dal canale musicale statunitense VH1 dove Leona Lewis si esibisce anche in un duetto con Cyndi Lauper nel brano True Colors. Inoltre per promuovere ulteriormente il singolo, la cantante si esibisce presso il talent show America's Got Talent.
Nei mesi di ottobre e novembre, in attesa della pubblicazione dell'album, continua la promozione del singolo esibendosi in diverse trasmissioni televisive britanniche come The X Factor, in cui si esibisce anche con un altro brano del nuovo album la reinterpretazione di Stop Crying Your Heart Out degli Oasis, e il The Paul O'Grady Show. Il 5 novembre partecipa agli MTV Europe Music Awards 2009 a Berlino, dove si esibisce con Happy. La cantante è nominata per la categoria "Best Female Artist" che però viene vinta dalla cantante statunitense Beyoncé.
Il 9 novembre 2009 è pubblicato in tutto il mondo (in Italia il 13 novembre) Echo, il secondo album di Leona Lewis. Il disco, edito in tre versioni, debutta alla prima posizione della classifica degli album più venduti in Regno Unito, con 180 000 copie vendute nella prima settimana, e alla quarta posizione della classifica album mondiale. Negli Stati Uniti debutta alla posizione numero 13 della Billboard 200, con 65 000 copie vendute nella prima settimana. Per promuovere l'uscita di Echo nel mercato americano, la cantante britannica si esibisce a diverse trasmissioni televisive di successo come Dancing with the Star e The Ellen DeGeneres Show.
Il 13 novembre 2009 Square Enix diffonde un video riguardante l'uscita di Final Fantasy XIII, in cui oltre alla data di pubblicazione del gioco in occidente, annuncia la scelta del brano My Hands di Leona Lewis, presente in Echo, come tema sonoro principale del gioco per le edizioni americane ed europee.
Nel mese di novembre viene annunciata la scelta di Leona Lewis per interpretare I See You (Theme from Avatar), la canzone principale della colonna sonora del film Avatar del regista James Cameron. La canzone, scritta e composta da James Horner, è stata pubblicata il 15 dicembre 2009 in concomitanza con l'uscita di Avatar. I See You ottiene la candidatura nella categoria Best Original Song - Motion Picture alla 67th edizione dei Golden Globe.

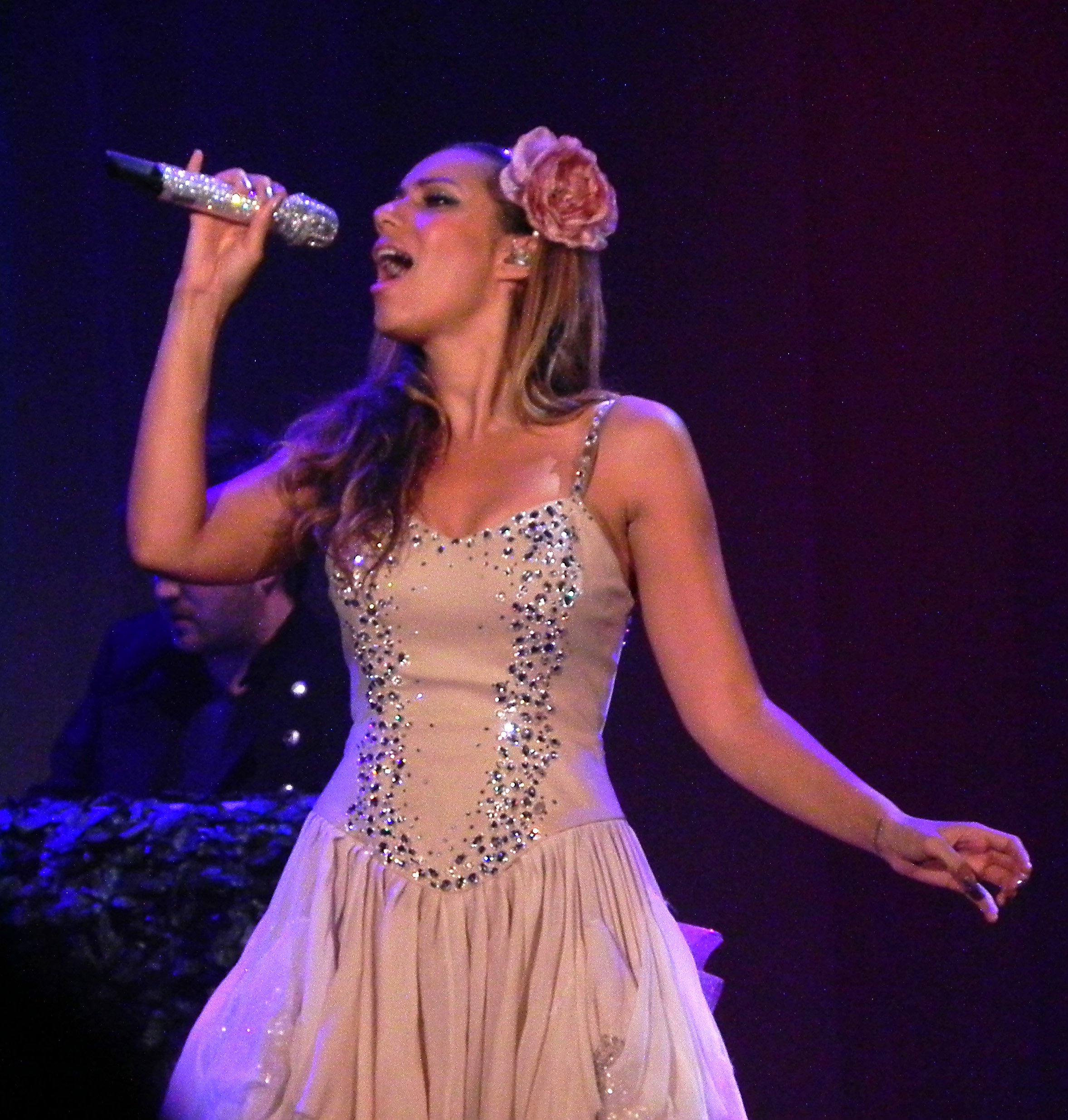
Leona Lewis in una performance al Nottingham Arena, 2010

Il 19 gennaio 2010 vengono annunciate le nomination ufficiali per i BRIT Awards, che si tengono il 16 febbraio 2010 a Londra. Leona Lewis viene nominata per il quarto anno consecutivo e ottiene la candidatura nella categoria Best Female Solo Artist, che però viene vinta da Lily Allen.
L'8 febbraio 2010, su iniziativa di Simon Cowell, viene pubblicato il singolo benefico Everybody Hurts, cover del brano degli R.E.M., con il fine di raccogliere fondi per le vittime del terremoto di Haiti. Leona Lewis partecipa alla realizzazione del singolo insieme ad altri 20 artisti: Robbie Williams, Kylie Minogue, Rod Stewart, Michael Bublé, Mariah Carey, Take That, Mika, James Blunt, James Morrison, Susan Boyle, Miley Cyrus, Cheryl Cole, Alexandra Burke, JLS, Westlife e Joe McElderry.
Il 21 febbraio 2010 viene pubblicato I Got You, il secondo singolo estratto da Echo.
Nel 2010 registra il brano Love Is Your Color in duetto con Jennifer Hudson e contenuto nella colonna sonora del film Sex and the City 2 e il brano I Know Who I Am per la colonna sonora del film For Colored Girls con Janet Jackson e Whoopi Goldberg. Inoltre duetta con Biagio Antonacci nella canzone Inaspettata (Unexpected), all'interno della quale Leona Lewis canta alcune strofe in italiano. La canzone viene scelta come secondo singolo estratto dall'album Inaspettata del cantante italiano e nel mese di maggio viene registrato il video a Londra. I due si esibiscono, per la prima volta, dal vivo il 22 ottobre 2010 durante il talent show italiano Io canto condotto da Gerry Scotti su Canale 5.
Il 22 maggio 2010 si esibisce a Lisbona durante il festival Rock in Rio dove canta Bleeding Love, Better in Time, Take a Bow, Run, Happy, I Got You e Brave.
Il 28 maggio 2010 inizia il The Labyrinth Tour, il primo tour di Leona Lewis, nel quale la cantante si esibisce con il repertorio dei suoi primi due album, Spirit ed Echo, nelle principali città di Regno Unito ed Irlanda, per un totale di 20 date che registrano tutte il sold out. All'apertura dei concerti, come artista di supporto, si esibisce la cantante australiana Gabriella Cilmi. Nello stesso mese, la cantante viene scelta come l'artista di supporto per le date nordamericane del Bionic Tour di Christina Aguilera in partenza per l'estate, ma successivamente viene comunicato lo slittamento del tour al 2011, che non vedrà più la presenza di Leona Lewis, che intraprende un tour al fianco di Toni Braxton. Il 29 novembre 2010 esce il DVD del tour britannico, accompagnato da un CD con dieci tracce live, dal titolo The Labyrinth Tour - Live from The O2.

### 2011-2012:Hurt: The EPe il terzo albumGlassheart

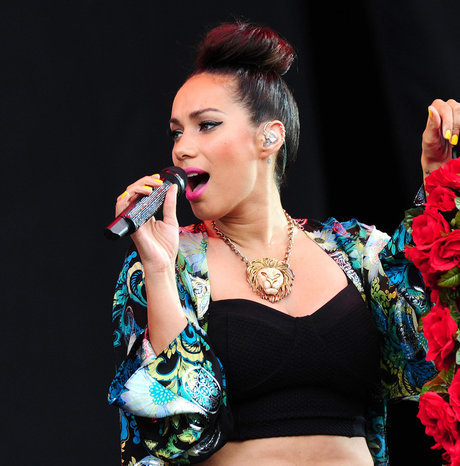
Leona Lewis al festival di Hackney nel giugno 2012

Nel 2010, durante un'intervista in una delle tappe del tour, la cantante dichiara di essere entrata in studio per registrare nuove canzoni che faranno parte del suo nuovo album, il terzo, che sarà caratterizzato da diverse sonorità rispetto ai primi due, con la presenza di brani più divertenti e ritmati. Al nuovo progetto discografico collaborano numerosi produttori e autori quali Dallas Austin, Ryan Tedder, Rico Love, Ammo, Claude Kelly, Steve Robson ed altri.
Durante il periodo della registrazione del nuovo album, nel febbraio 2011 partecipa alla manifestazione MusiCares Person of the Year 2011 dove in tributo a Barbra Streisand si esibisce sulle note di Somewhere, ricevendo poi i complimenti dalla Streisand che su Twitter definisce Leona Lewis «una diva nel vero senso della parola». Il mese successivo aderisce all'iniziativa benefica a favore del Giappone, colpito da un devastante terremoto e dallo tsunami, donando la sua hit Better in Time alla compilation Songs for Japan.
Il 15 luglio 2011 la radio britannica BBC Radio 1 presenta in anteprima mondiale il singolo Collide, che anticipa l'uscita del terzo album, dal titolo Glassheart, inizialmente prevista per novembre 2011 ma poi posticipata al 26 marzo 2012. Il singolo, pubblicato ufficialmente i primi di settembre, debutta alla quarta posizione nel Regno Unito e alla terza in Irlanda.
L'8 ottobre 2011 si esibisce al Millennium Stadium di Cardiff in occasione del Michael Forever: The Tribute Concert, concerto in onore di Michael Jackson al quale, oltre a Leona Lewis, partecipano artisti quali Beyoncé, Christina Aguilera, Ne-Yo, Jamie Foxx, Cee Lo Green, Alexandra Burke e tanti altri.
Il 23 novembre 2011 Leona Lewis annuncia la pubblicazione a fine anno di un nuovo EP, intitolato Hurt: The EP e contenente 3 canzoni cover dei brani Iris dei Goo Goo Dolls, Colorblind dei Counting Crows e Hurt dei Nine Inch Nails (che dà il titolo all'EP e che viene estratta come primo singolo). L'EP viene pubblicato l'11 dicembre 2011.
Dopo che a gennaio 2012 l'uscita dell'album subisce un ulteriore posticipo, a luglio dello stesso anno Leona Lewis annuncia l'uscita di Glassheart per il 12 ottobre 2012 e l'uscita in radio ad agosto del nuovo singolo Trouble (la cui pubblicazione è avvenuta il 5 ottobre). Il singolo raggiunge la settima posizione della classifica singoli britannica, mentre l'album debutta alla terza posizione della classifica album britannica. A novembre del 2012 viene pubblicato il secondo ed ultimo singolo, Lovebird.

### 2013 - 2015:Christmas, with LoveeI am

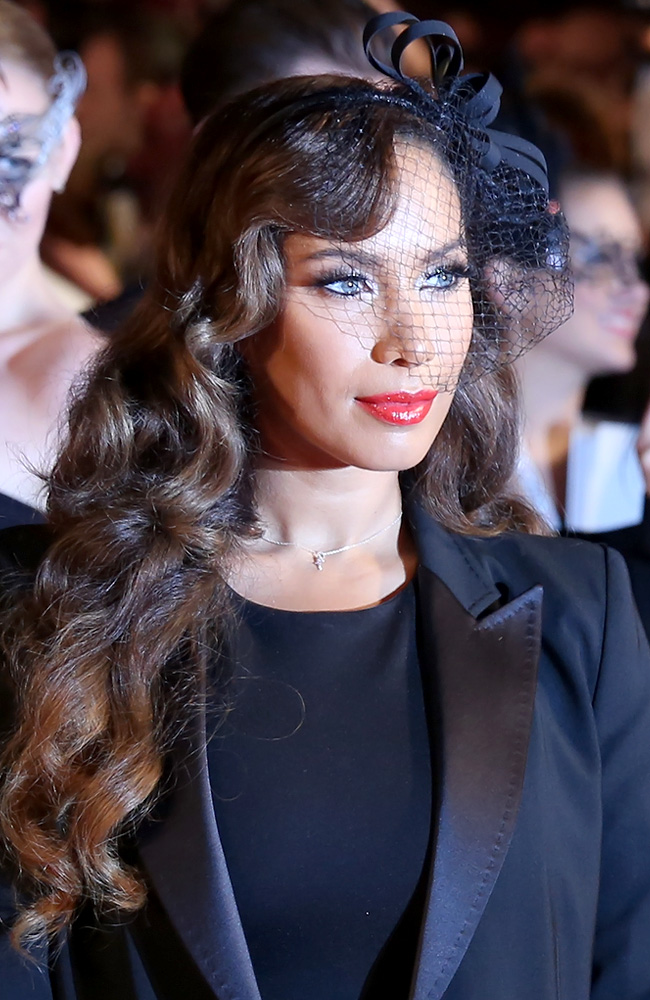
Leona Lewis all'evento annuale di beneficenza del Life Ball 2014 Vienna.

Ad inizio 2013, in seguito al cambio di management, la cantante inizia a lavorare al quarto album della sua carriera, in uscita entro la fine dell'anno. A luglio 2013, Leona rivela che il suo nuovo album in studio sarebbe stato un album natalizio, una collezione di canzoni in parte classiche e in parte originali e vedrà la partecipazione nella produzione di Simon Cowell. L'album, intitolato Christmas, with Love, viene pubblicato il 2 dicembre 2013 e debutta alla posizione 13 della UK Albums Chart, ricevendo la certificazione di disco d'oro. Il primo singolo, One More Sleep, rilasciato il 5 novembre 2013, viene cantato dalla Lewis nella semi-finale della decima serie di The X Factor l'8 dicembre 2013; lo stesso giorno One More Sleep è entrata nella Official Singles Chart raggiungendo la trentaquattresima posizione, e successivamente al numero 3, diventando così il singolo arrivato più in alto in classifica da Happy (2009). Con One More Sleep, Leona stabilisce un nuovo record per le cantanti soliste inglesi con più singoli nella top 5 nella storia della classifica, arrivando a 8 singoli nella top 5, superando così il record di 7 singoli di Olivia Newton-John. La canzone viene certificata disco di platino con 600 000 copie vendute nel Regno Unito.
Nel 2014 Lewis recita nel film britannico Walking on Sunshine filmato nella provincia di Lecce e firma un nuovo contratto discografico con la Island Records. Il 14 aprile 2015 tiene un concerto a Londra, durante il quale annuncia la pubblicazione del singolo Fire Under My Feet, che anticipa l'uscita del suo quinto album in studio. L'album I Am viene rilasciato 11 settembre 2015 e debutta alla posizione 12 della classifica britannica, entrando inoltre nella Top40 di Svizzera, Spagna, Germania e Stati Uniti, con vendite inferiore rispetto agli album precedenti. Per promuovere il progetto discografico intraprende l'I Am Tour nel Regno Unito.

### 2016 - presente: ritorno in televisione, recitazione e nuove collaborazioni
Nel 2016 scinde il contratto con l'Island Records e viene scelta per recitare il ruolo di Grizabella nel musical Cats facendo il proprio debutto a Broadway. Nel 2017 collabora nella traccia Amore facente parte sia dell'album Climate Change di Pitbull che della colonna sonora del film Gotti - Il primo padrino. Successivamente collabora con Calum Scott al brano You Are the Reason che entra nelle classifiche di Australia, Regno Unito, Stati Uniti, Svezia, Nuova Zelanda e Irlanda, vendendo 2 milioni di copie in tutto il mondo.
Nel 2018 torna nel palinsesto televisivo britannico come mentore nella quindicesima edizione di The X Factor UK e The Voice UK. Nel 2019 viene confermata come giudice sia a The X Factor: The Band UK che nel format Queen of Drags Germany. Recita inoltre nella serie televisiva statunitense The Oath.
Nell'ottobre 2021 viene annunciata la partecipazione di Lewis come giudice del talent show britannico Queen of the Universe. Nel mese successivo viene pubblicata una riedizione del suo album natalizio, il cui nuovo titolo è titolo Christmas, with Love Always. L'album contiene gli inediti Kiss Me It's Christmas con Ne-Yo e If I Can't Have You, entrambi pubblicati come singoli. Nell'ottobre 2023, Lewis ha doppiato il personaggio di London Lilly nella serie per bambini Doggyland. Nel novembre 2023, Lewis ha recitato nel film d'animazione natalizio Glisten and the Merry Mission, doppiando il personaggio di Glisten. Sempre tra novembre e dicembre 2023 la cantante ha intrapreso il tour promozionale tra Regno Unito e Irlanda The Christmas with Love Tour.
Nel 2024 è membro ufficiale dell’Ordine dell'Impero Britannico, tra le onorificenze più importanti del Regno Unito.

## Altre attività
Nell'ottobre 2009 pubblica il libro Dreams, un'autobiografia nella quale racconta la sua vita e il successo musicale. Il libro contiene anche fotografie scattate dal fotografo Dean Freeman.
Nell'aprile 2010 diventa testimonial di Fabric of Our Lives, la nuova campagna pubblicitaria della linea d'abbigliamento ecosostenibile Cotton, per la quale incide anche la canzone omonima.

## Vita privata e filantropia
Leona Lewis vive a Stamford Hill, quartiere del borgo londinese di Hackney. La cantante è stata fidanzata per circa dieci anni con lo storico fidanzato Lou Al-Chamaa, con il quale si è lasciata nel giugno 2010.
Nel 2009 la cantante rifiuta di posare nuda per la copertina della famosa rivista Playboy, nonostante l'offerta di 1,5 milioni di dollari.
Il 14 ottobre 2009, mentre si trova presso la libreria Waterstone's a Piccadilly Circus per firmare autografi in occasione della pubblicazione della sua autobiografia Dreams, Leona Lewis viene colpita con un pugno in faccia da Peter Kowalczyk, un trentenne londinese. L'uomo viene immediatamente arrestato dalla polizia con l'accusa di aggressione. Successivamente viene rivelato che l'uomo soffre di problemi mentali e il movente dell'aggressione viene ricondotto a motivi di gelosia, in quanto Kowalczyk si era presentato più volte ai provini di X Factor ma era sempre stato rifiutato. A dicembre 2009 Kowalczyk ammette le sue colpe e rimane ricoverato in ospedale psichiatrico a tempo indeterminato. Subito dopo l'aggressione, tramite un comunicato ai fan, Leona Lewis dichiara di stare bene e di aver subito uno shock, tanto che cancella i suoi impegni promozionali per i giorni successivi alla vicenda.
Nell'ottobre 2010, Leona Lewis viene inclusa nella classifica delle "100 donne più influenti del Regno Unito", stilata da un gruppo di top editori britannici per celebrare i 100 anni della National Magazine Company.
A dicembre 2010 il Sunday Times pubblica la classifica degli artisti britannici under 30 più ricchi e Leona Lewis viene posizionata al sesto posto con più di 12500000 £ guadagnati in tre anni di attività.
Nel marzo 2011, Leona Lewis viene eletta dai lettori londinesi del quotidiano Metro come «la donna più influente che ha vissuto o lavorato a Londra nel secolo scorso», superando addirittura il primo ministro inglese Margaret Thatcher. In seguito, le foto delle protagoniste del sondaggio sono state esposte presso la City Hall di Londra, nell'ambito della mostra fotografica dal titolo Our London, Our Women.
Nell'agosto 2019 ha sposato Dennis Jauch, ballerino del cast del primo tour della cantante, con cui ha avuto una figlia.

### Animalismo
Leona Lewis ha dichiarato di essere vegetariana dall'età di 12 anni, e per due anni consecutivi, nel 2008 e nel 2009, la PETA, l'associazione per i diritti degli animali, la elegge come la «vegetariana più sexy». In più è stata nominata «Person of the Year 2008» sempre dalla PETA.
Lewis rifiuta di indossare prodotti di pelle vera o pelliccia e combatte contro gli abusi sugli animali. Insieme alla World Society for Animal Protection, sostiene una dichiarazione globale sulla protezione degli animali che richiede il riconoscimento internazionale della protezione degli animali da parte delle Nazioni Unite. Inoltre, sostiene finanziariamente l'organizzazione per la protezione della vita marina Sea Shepherd.
A settembre del 2012, Leona ha deciso di interrompere il consumo di prodotti animali e di diventare quindi vegana, e tale è rimasta negli anni a venire, aprendo anche una caffetteria che vende solo prodotti plant-based.

## Discografia

### Album in studio
- 2007 – Spirit
- 2009 – Echo
- 2012 – Glassheart
- 2013 – Christmas, with Love
- 2015 – I Am
- 2021 – Christmas, with Love Always

## Tournée
- 2010 – The Labyrinth Tour
- 2013 – Glassheart Tour
- 2016 – I Am Tour

## Filmografia

### Teatro
- Cats, nel ruolo di Grizabella, Broadway (2016)

### Cinema
- Walking on Sunshine, regia di Max Giwa e Dania Pasquini (2014)

### Programmi e serie televisive
- The X Factor - talent show, vincitrice (2006)
- Platinum Hit - talent show, giudice (2011)
- The Voice UK - talent show, giudice (2018)
- The X Factor - talent show, giudice (2013, 2018)
- The X Factor: The Band UK - talent show, giudice (2019)
- Queen of Drags Germany - talent show, giudice (2019)
- The Oath - serie televisiva, ruolo ricorrente, stagione 2 (2019)
- Queen of the Universe - talent show, giudice (2021)

## Riconoscimenti
| Anno | Premio                                  | Categoria                                                 | Risultato       |
| ---- | --------------------------------------- | --------------------------------------------------------- | --------------- |
| 2007 | BRIT Awards                             | British Single (A Moment like This)                       | Shortlisted     |
| 2007 | Ivor Novello Awards                     | Best Selling British Single (A Moment like This)          | Vincitore/trice |
| 2007 | Cosmopolitan Ultimate Woman of the Year | Newcomer of the Year                                      | Vincitore/trice |
| 2007 | The Record of the Year                  | The Record of the Year (Bleeding Love)                    | Vincitore/trice |
| 2008 | Virgin Media Music Awards               | Best Track (Bleeding Love)                                | Vincitore/trice |
| 2008 | BRIT Awards                             | British Female Solo Artist                                | Candidato/a     |
| 2008 | BRIT Awards                             | British Breakthrough Act                                  | Candidato/a     |
| 2008 | BRIT Awards                             | British Album (Spirit)                                    | Candidato/a     |
| 2008 | BRIT Awards                             | British Single (Bleeding Love)                            | Candidato/a     |
| 2008 | Capital Awards                          | Favourite UK Female Artist                                | Vincitore/trice |
| 2008 | Britain's Best                          | Music Award                                               | Vincitore/trice |
| 2008 | NewNowNext Awards                       | The Kylie Award: Next International Crossover             | Vincitore/trice |
| 2008 | Glamour Woman Of The Year Awards        | UK Solo Artist                                            | Vincitore/trice |
| 2008 | MTV Asia Awards                         | Breakthrough Artist                                       | Vincitore/trice |
| 2008 | Teen Choice Awards                      | Choice Breakthrough Artist                                | Candidato/a     |
| 2008 | Teen Choice Awards                      | Choice Love Song                                          | Candidato/a     |
| 2008 | MTV Video Music Awards                  | Best UK Video                                             | Candidato/a     |
| 2008 | Nickelodeon Kids' Choice Awards         | Favourite Song (Bleeding Love)                            | Vincitore/trice |
| 2008 | UK Music Video Awards                   | People's Choice Award                                     | Vincitore/trice |
| 2008 | MOBO Awards                             | Best Album (Spirit)                                       | Vincitore/trice |
| 2008 | MOBO Awards                             | Best Video (Bleeding Love)                                | Vincitore/trice |
| 2008 | MOBO Awards                             | Best UK Female                                            | Candidato/a     |
| 2008 | MTV Europe Music Awards                 | Best UK & Ireland Act                                     | Vincitore/trice |
| 2008 | MTV Europe Music Awards                 | Act Of 2008                                               | Candidato/a     |
| 2008 | MTV Europe Music Awards                 | Album Of The Year (Spirit)                                | Candidato/a     |
| 2008 | MTV Europe Music Awards                 | Europe's Favourite                                        | Candidato/a     |
| 2008 | World Music Awards                      | World's Best Pop Female Artist                            | Vincitore/trice |
| 2008 | World Music Awards                      | World's Best New Artist                                   | Vincitore/trice |
| 2008 | World Music Awards                      | World's Best R&B Artist                                   | Candidato/a     |
| 2008 | Urban Music Awards                      | Best Album 2008 (Spirit)                                  | Vincitore/trice |
| 2008 | Urban Music Awards                      | Best R&B Act                                              | Vincitore/trice |
| 2008 | Bambi Awards                            | Shooting Star                                             | Vincitore/trice |
| 2008 | New Music Weekly Awards                 | Top 40 New Artist of the Year                             | Vincitore/trice |
| 2008 | Billboard 2008 Year End Award           | Best New Artist                                           | Vincitore/trice |
| 2009 | Grammy Awards                           | Record Of The Year (Bleeding Love)                        | Candidato/a     |
| 2009 | Grammy Awards                           | Best Female Pop Vocal Performance (Bleeding Love)         | Candidato/a     |
| 2009 | Grammy Awards                           | Best Pop Vocal Album (Spirit)                             | Candidato/a     |
| 2009 | NAACP Image Awards                      | Outstanding New Artist                                    | Candidato/a     |
| 2009 | BRIT Awards                             | Best British Single (Better in Time)                      | Candidato/a     |
| 2009 | Swiss Music Awards                      | Best International Newcomer                               | Vincitore/trice |
| 2009 | Japan Gold Disc Awards                  | New Artist Of The Year                                    | Vincitore/trice |
| 2009 | HITO Pop Music Awards                   | Best Western Song (Bleeding Love)                         | Vincitore/trice |
| 2009 | APRA Awards                             | Most Played Foreign Work (Bleeding Love)                  | Candidato/a     |
| 2009 | MTV Europe Music Awards                 | Best Female                                               | Candidato/a     |
| 2010 | Golden Globe                            | Best Original Song – Motion Picture (I See You)           | Candidato/a     |
| 2010 | BRIT Awards                             | British Female Solo Artist                                | Candidato/a     |
| 2010 | 4Music Video Awards                     | Best Love Song (I Got You)                                | Candidato/a     |
| 2013 | World Music Awards                      | World's Best Song (Run)                                   | Candidato/a     |
| 2013 | World Music Awards                      | World's Best Video (Run)                                  | Candidato/a     |
| 2014 | World Music Awards                      | World's Best Song (One More Sleep)                        | Candidato/a     |
| 2014 | World Music Awards                      | Best Female Artist                                        | Candidato/a     |
| 2015 | Women's Entrepreneurship Day            | Music Pioneer Award                                       | Vincitore/trice |
| 2016 | CMT Music Awards                        | CMT Performance of the Year (Girl Crush ft. Adam Lambert) | Candidato/a     |